# Битва при Ратенове
Битва при Ратенове (нем. Schlacht um Rathenow) — первое сражение между силами Швеции и Бранденбурга в рамках датско-шведской войны 1675—1679 годов, состоявшееся 15 июня 1675 года. У шведов во главе с полковником Вангеллином было около 500 солдат, бранденбургская армия, которой командовали фельдмаршал Георг фон Дерфлингер и генерал фон Гётце, насчитывала около 1500—2000 солдат. Битва завершилась захватом бранденбургскими войсками города Ратенов, оккупированного Швецией.

## Предыстория
В 1674 году Бранденбург вступил во Франко-голландскую войну против Франции и отправил свою армию в Эльзас. В ответ Франция убедила Швецию атаковать незащищенные владения Бранденбурга. В конце 1674 года шведские войска продвинулись из Шведской Померании на территорию Бранденбурга, пользуясь отсутствием каких-либо значительных контингентов бранденбургских войск на своем пути. Между тем, основная бранденбургская армия сражалась с французами в Баварии. Благодаря этому, шведы под командованием фельдмаршала Врангеля смогли проникнуть вглубь Бранденбурга и оккупировать город Бранденбург, не встретив реального сопротивления. Город Ратенов также был оккупирован шведскими войсками — Врангель планировал пересечь реку Эльба в районе Хафельберга, выдвинувшись из Ратенова, и объединить свои силы с войсками Ганновера. Целью шведов был захват важной бранденбургской крепости Магдебург. С этой целью шведская экспедиция под командованием полковника Вангеллина заняла Ратенов и Хафельберг, чтобы затем форсировать реку Хафель, а затем продвигаться на Магдебург.
В свою очередь, курфюрст Бранденбурга Фридрих Вильгельм рассчитывал остановить наступление шведов, напав на их тыл, и объединиться с подразделениями, оборонявшими Магдебург.

## Ход сражения

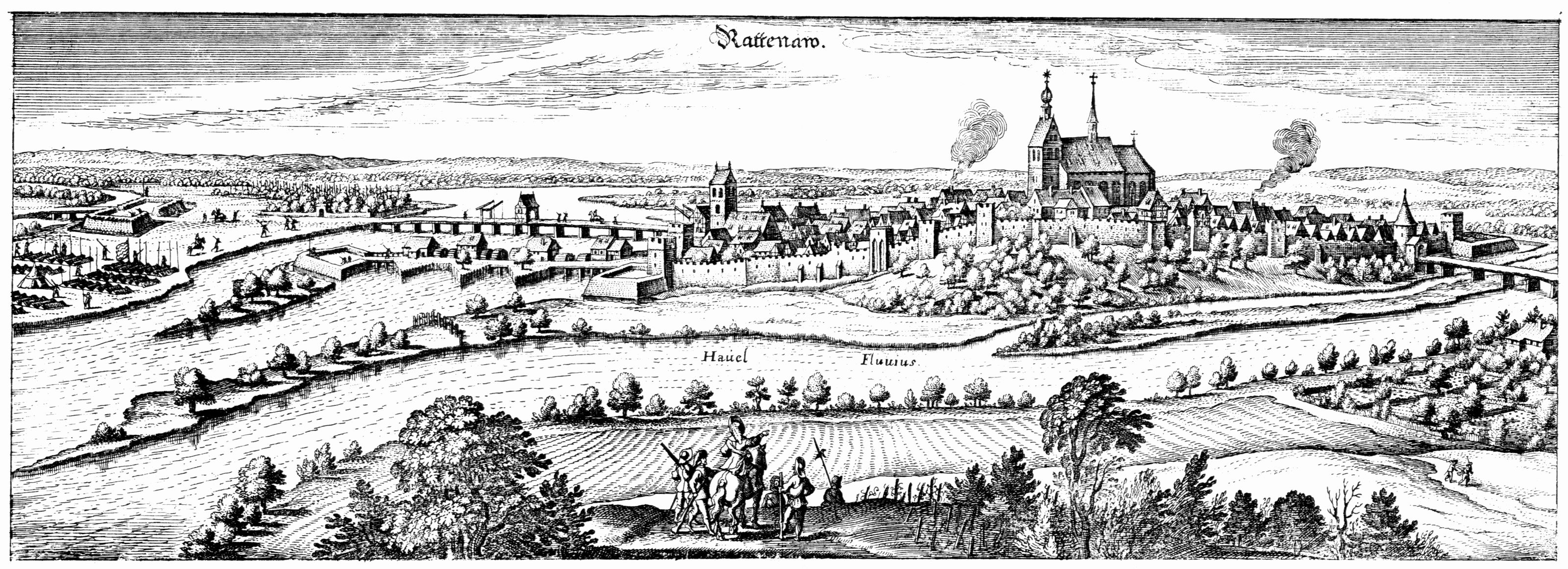
Вид города Ратенов, 1633

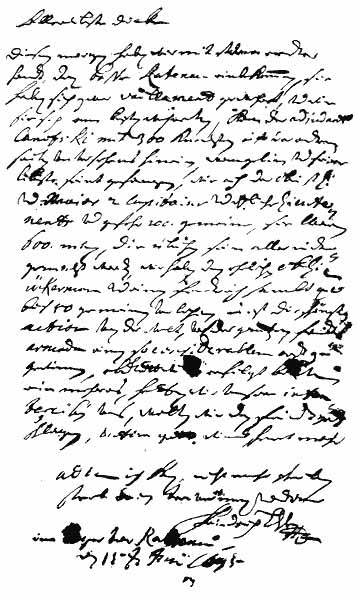
Письмо короля Фридриха II жене от 15 июня 1675 года

Город Ратенов находился на восточном берегу реки Хафель и был защищен с запада болотами между притоками реки, а также был окружен рвом. Из его средневековых укреплений сохранились только некоторые элементы, но они по-прежнему создавали весьма эффективную защиту от противника. Ворота города были дополнительно укреплены шведами и оборудованы разводными мостами.
Бранденбургский план состоял в том, чтобы нанести удар по городу через его западные ворота, известные как ворота Хафель (Хафельтор). Войска Бранденбурга находились под руководством фельдмаршала Георга фон Дерфлингера, который долгое время находился на шведской службе в период Тридцатилетней войны. Фельдмаршал пошел на хитрость: в сопровождении всего нескольких драгун он убедил стражу опустить подъемный мост, поговорив с ними на беглом шведском языке и заявив, что «он является шведским лейтенантом из состава гарнизона Бранденбурга, бежавшим от бранденбургских войск». Эта уловка позволила драгунам проникнуть в город.
Одновременно 600 бранденбургских мушкетеров во главе с генерал-майором фон Гётце продвинулись вдоль набережной к воротам мельницы. Здесь завязался бой со шведами, защищавшими свои позиции в городе. Ещё одно бранденбургское подразделение, которое пыталось пробиться на южную окраину города на лодках через Хафель, было вынуждено отступить. Только после второй атаки бранденбургцам удалось ворваться в город. Получив подкрепление, генерал фон Гётце смог захватить мельницу. После энергичных боев шведский гарнизон признал поражение, и их командир, полковник Вангеллин, капитулировал.
"Дорогая моя, сегодня утром мы взяли Ратенов штурмом, противник действительно отважно сражался. После атаки адъютанта Канольски Вангеллин и его свита были взяты в плен, как и еще один подполковник, майор, 2 капитана, несколько лейтенанты и около 100 солдат. Всего их было 600, остальные были убиты. Мы потеряли подполковника Юкермана и прапорщика..."
Фридрих II, письмо жене

## Последствия

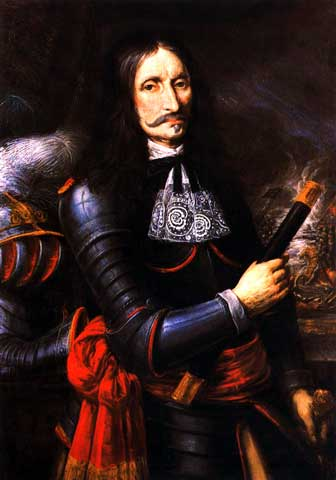
Георг фон Дерфлингер, бранденбуржский командующий

Битва стоила шведам 200 погибших и 270 пленными. Бранденбургские войска потеряли всего 100 человек убитыми и умершими от ран и захватили 500—600 лошадей.
Шведы, до сих пор считавшиеся непобедимыми, потерпели первое поражение в войне. В результате этой неудачи им пришлось отказаться от плана пересечь Эльбу в окрестностях Ратенова, чтобы атаковать крепость Магдебург. Вместо этого шведская армия, находившаяся в абсолютном неведении относительно численности и диспозиции войск противника, была вынуждена как можно скорее отступить на север, чтобы сохранить контроль над путями снабжения.
В течение следующих нескольких дней, в результате преследования, начатого армией Бранденбурга, это отступление превратилось в беспорядочное бегство, который завершилось разгромом шведов 28 июня в битве при Фербеллине.